# Парламентские выборы в Гайане (2020)
Парламентские выборы в Гайане прошли 2 марта 2020 года. 21 декабря 2018 года парламент проголосовал за вотум недоверия правительству Дэвида Грейнджера, несмотря на то, что правительственная коалиция имела небольшое большинство 33-32, так как один из депутатов от Альянса за перемены Чаррандас Персод проголосовал вместе с оппозицией за недоверие правительству. Хотя срок полномочий парламента истекал 18 сентября 2019 года и несмотря на протесты оппозиции, Грейнджер объявил 25 сентября 2019 года, что выборы будут проводиться 2 марта 2020 года.

## Избирательная система
Национальная ассамблея Гайаны состоит из 65 членов, которые избираются на пятилетний срок по системе пропорционального представительства. Из них 40 мест распределяются по партийным спискам от единого общенационального округа, а 25 мест — по 10 многомандатным избирательным округам. Места распределяются по методу наибольшего остатка. За проведение выборов отвечает Избирательная комиссия Гайаны. Кандидат от партии с наибольшим количеством мест в Национальной ассамблее становится президентом страны.

## Предвыборная обстановка
После ходатайства о недоверии правительству, генеральный прокурор Бэзил Уильямс подал иск в суд, утверждая, что ходатайство о недоверии правительству недействительно, поскольку абсолютное большинство из 65 членов парламента составило бы 34 голоса, а не 33, которые выступили за ходатайство. Он также утверждал, что Чаррандас Персод, голосование которого решило ходатайство в пользу оппозиции, не имел права быть депутатом, поскольку имел двойное гайано-канадское гражданство, что запрещено Конституцией. 31 января 2019 года исполняющий обязанности председателя Верховного суда Роксана Джордж-Уилтшир постановила, что, хотя Персод не имел права заседать в парламенте, ходатайство тем не менее было обоснованно принято в соответствии со статьёй 165 Конституции, и правительство президента Грейнджера должно было подать в отставку и объявить досрочные выборы. Генеральный прокурор отклонил постановление и. о. Главного судьи и заявил, что он будет обжаловать его в Апелляционном суде.
В феврале 2019 года должностные лица Избирательной комиссии Гайаны заявили, что не было достаточно времени для организации выборов к конституционному сроку — середине марта. Сообщалось, что оппозиция может согласиться отложить их до более поздней даты.
22 марта 2019 года Апелляционный суд отменил решение исполняющего обязанности главного судьи, после чего оппозиционная Народная прогрессивная партия Гайаны обратилась в Карибский суд, решение которого окончательно. 18 июня Карибский суд постановил, что большинство членов парламента действительно проголосовало за вотум недоверия, что конституционно требует новых выборов. В его постановлении также указывалось, что, хотя Персод, возможно, не имел права быть депутатом из-за двойного гражданства, его голос не может быть признан недействительным, поскольку нарушение не было принято соответствующими органами в течение установленного срока после выборов 2015 года.

## Предвыборная кампания
19 января 2019 года Народная прогрессивная партия выбрала бывшего министра жилищного строительства Ирфаана Али в качестве кандидата в президенты. 16 июня Альянс за перемены выставил Хемраджа Раджаттана своим кандидатом на пост премьер-министра, а Грейнджера — президентом.

## Результаты
| Партия | Партия                               | Предварительные результаты | Предварительные результаты | Пересчёт | Пересчёт | Мест | +/–   |
| Партия | Партия                               | Голосов                    | %                          | Голосов  | %        | Мест | +/–   |
| --- | ------------------------------------ | -------------------------- | -------------------------- | -------- | -------- | ---- | ----- |
| | Народная прогрессивная партия        | 229 481                    | 48,26                      | 233 336  | 50,69    | 33   | +1    |
| | ПНЕ-Альянс за перемены               | 236 928                    | 49,82                      | 217 920  | 47,34    | 31   | –2    |
| | Свобода и справедливость             | 2667                       | 0,56                       | 2657     | 0,58     | 1    | новая |
| | Новая и единая Гайана                | 2286                       | 0,48                       | 2313     | 0,50     | 1    | новая |
| | Новое движение                       | 227                        | 0,05                       | 244      | 0,05     | 1    | новая |
| | Измени Гайану                        | 2030                       | 0,43                       | 1953     | 0,42     | 0    | новая |
| | Народная республиканская партия      | 864                        | 0,18                       | 889      | 0,19     | 0    | новая |
| | Гражданская инициатива               | 680                        | 0,14                       | 680      | 0,15     | 0    | новая |
| | Объединённая республиканская партия  | 393                        | 0,08                       | 360      | 0,08     | 0    | 0     |
| Недействительных/пустых бюллетеней                                                                                        | Недействительных/пустых бюллетеней   | 3897                       | –                          | 4211     | –        | –    | –     |
| Всего | Всего                                | 479 453                    | 100                        | 464 563  | 100      | 65   | 0     |
| Зарегистрированных избирателей/ Явка                                                                                      | Зарегистрированных избирателей/ Явка | 661 378                    | 72,49                      | 661 378  | 70,24    | –    | –     |
| Источники: GECOM Архивная копия от 22 марта 2020 на Wayback Machine, TCI Архивная копия от 10 мая 2021 на Wayback Machine |                                      |                            |                            |          |          |      |       |